# Tabla de Cayley

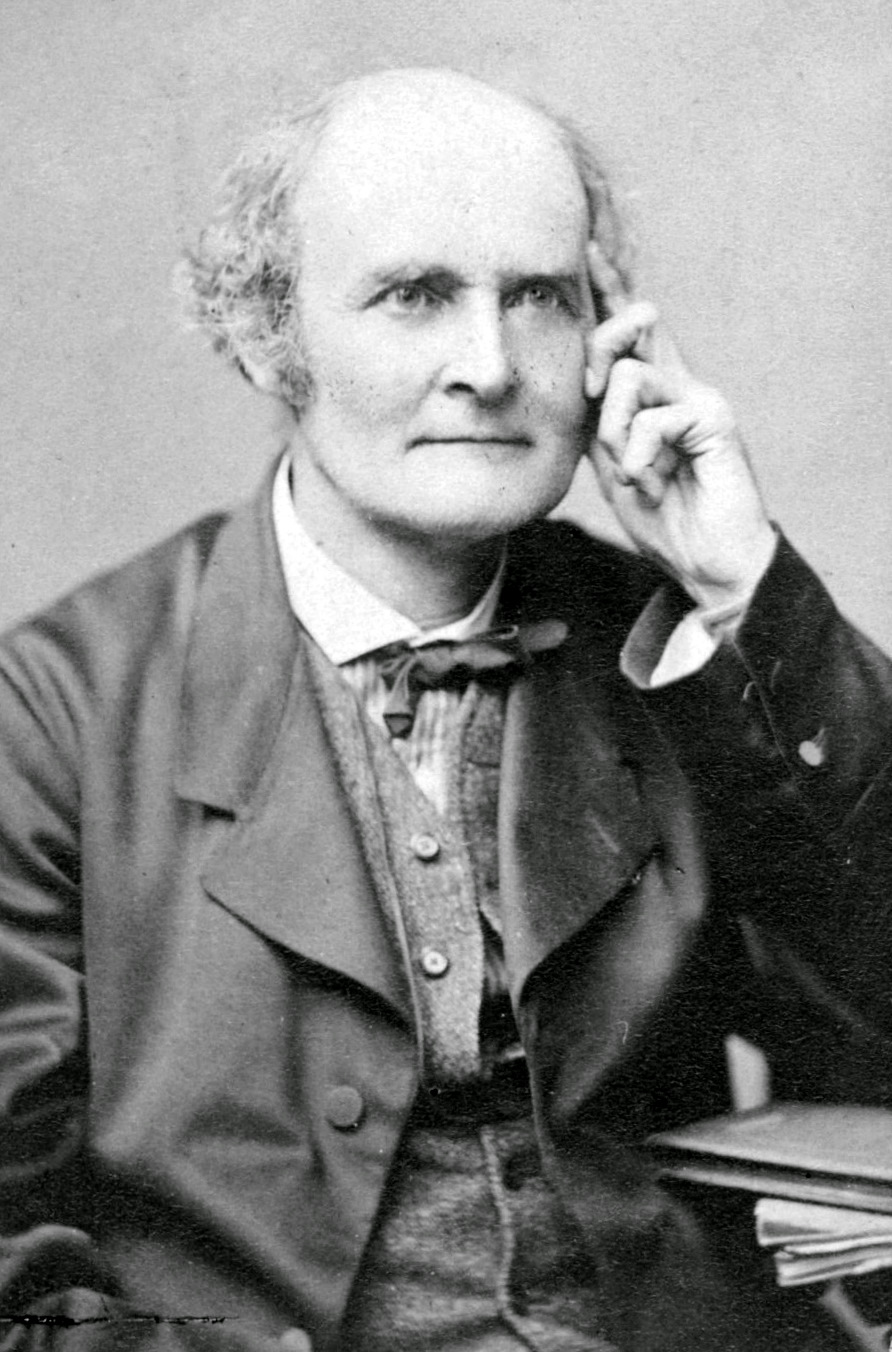
Arthur Cayley

La tabla de Cayley de un grupo finito es una tabla que describe cómo es la operación de dicho grupo. Presenta una estructura muy similar a la famosa tabla pitagórica.
Fueron introducidas por Arthur Cayley en un artículo de 1854 («On The Theory of Groups, as depending on the symbolic equation θ n = 1»), en el que describe cualquier grupo en término de permutaciones.

## Estructura de la tabla
Dado el grupo finito G={g1, g2, ..., gn}, su tabla de Cayley tendrá n filas y n columnas. En la fila i, columna j, aparece el resultado de la operación gi*gj (donde * es la operación del grupo).

## Ejemplos
- Tomamos G={0,1,2} con la operación suma módulo 3. Entonces su tabla de Cayley es:

| + | 0 | 1 | 2 |
| - | - | - | - |
| 0 | 0 | 1 | 2 |
| 1 | 1 | 2 | 0 |
| 2 | 2 | 0 | 1 |

- El grupo simétrico S3 tiene los siguientes elementos:

{\displaystyle id,\ g_{2}=\left({\begin{array}{ccc}1&2&3\\2&1&3\end{array}}\right),\ g_{3}=\left({\begin{array}{ccc}1&2&3\\1&3&2\end{array}}\right),g_{4}=\left({\begin{array}{ccc}1&2&3\\3&2&1\end{array}}\right),g_{5}=\left({\begin{array}{ccc}1&2&3\\2&3&1\end{array}}\right),g_{6}=\left({\begin{array}{ccc}1&2&3\\3&1&2\end{array}}\right)}.
La tabla de Cayley para (S3, {\displaystyle \circ }) es:
| {\displaystyle \circ } | id | g2 | g3 | g4 | g5 | g6 |
| ---------------------- | -- | -- | -- | -- | -- | -- |
| id                     | id | g2 | g3 | g4 | g5 | g6 |
| g2                     | g2 | g1 | g5 | g6 | g3 | g4 |
| g3                     | g3 | g6 | g1 | g5 | g4 | g2 |
| g4                     | g4 | g5 | g6 | g1 | g2 | g3 |
| g5                     | g5 | g4 | g2 | g3 | g6 | g1 |
| g6                     | g6 | g3 | g4 | g2 | g1 | g5 |

## Propiedades básicas
- Un grupo es abeliano si y solo si su tabla de Cayley es simétrica.
- En la tabla de Cayley, cada elemento del grupo aparece una y solo una vez en cada fila y cada columna. O sea que cada fila y columna es una permutación de los elementos del grupo.[2]